# Egesina lacertosa
Egesina lacertosa là một loài bọ cánh cứng trong họ Cerambycidae.